# Apod fia Dénes
Dénes magyarországi főember volt a 13. század első felében, II. András uralkodása idején, tárnokmesterként az új gazdaságpolitika megalkotója, majd nádor. Más használatos névformája Apodfi Dénes.

## Élete
Apod (Ampod) szolnoki ispán fia volt, birtokai a Dráva vidékén feküdtek. 1216–22-ig, majd rövid megszakítás után 1224-ig tárnokmester volt. Emellett 1216-ban szepesi, 1216–19-ig abaúji, 1220–22-ig bácsi ispán is.
Tárnokmesterként nagy szerepe volt a régi királyi birtokokra (királyi udvarház) épülő gazdaságpolitika helyett az új királyi pénzjövedelmekre (regálék) alapuló gazdaságpolitika megalkotásában.
1231 és 1234 között nádor volt. Mivel kedvezett a zsidóknak és izmaelitáknak, Róbert esztergomi érsek 1232. február 25-én kiközösítette. Ezután májusban II. András egyik követeként Rómában járt.
IV. Béla magyar király trónra lépése, 1235 után kegyvesztett lett, Béla megvakíttatta. Azzal vádolták, hogy II. András harmadik feleségének, Beatrixnak a gyermeke valójában tőle van. Beatrix külföldre menekülve szülte meg fiát, Istvánt, aki III. András apja lett.